# Generacija Y na delovnem mestu
Generacija Y, tudi "milenijci, neksterji, ipsilonarji" (ang. "Generation Y" or "Milennials"), so otroci blaginje in so nova prihajajoča delovna moč. 

## Splošno

### Izvor imena
Obstaja več različnih pojasnil ozadja poimenovanja generacije Y, najpogostejši je, da se tako imenujejo zato, ker sledijo generaciji X. Za to starostno skupino naj bi bilo tudi značilno večno vprašanje »Zakaj?«, po angleško »Why?«, kar je izvor glasu angleške črke »y«. 

### Časovni okvir
Generacija Y je trenutno najmlajša generacija na trgu delovne sile, vanjo pa uvrščamo posameznike, ki so bili rojeni nekje v letih 1982-1994 oziroma med letoma 1980 in 2000. 
V Sloveniji v generacijo Y uvrščamo posameznike, ki so bili rojeni med letoma 1986 in 2000. Zanje je značilno, da so odraščali v času razpada stare in ustanovitve nove države, torej tudi v času prehoda od socializma h kapitalizmu. V tem obdobju se je v Sloveniji, zaradi postopnega odpiranja v zahodni svet, oblikovalo veliko pomembnih ekonomskih, finančnih in znanstvenih institucij. Po M. Novak naj bi bila slovenska generacija Y, zaradi odraščanja v novi državi, ob novih pravilih, veliko bolj enotna od prejšnjih generacij. Generacija Y trenutno vključuje mladostnike in mlade odrasle, ki se soočajo s problemom brezposelnosti, zaostrenimi ekološkimi problemi, pomanjkanjem tesnih medosebnih stikov in hitrim tempom življenja. 

## Značilnosti
V literaturi je sicer trenutno zaslediti številne opise in značilnosti posameznikov generacije Y in primerjavo le-teh s posamezniki drugih generacij (generacijske razlike na delovnem mestu), kaže pa se občutno pomanjkanje kvalitativnih empiričnih raziskav. 
Raziskovalci v splošnem ugotavljajo, da so milenijci, zaradi odraščanja v času tehnološke revolucije, pri uporabi tehnologije spretnejši in bolj sproščeni. Zaradi širine, ki so jo tekom odraščanja  pridobili na tehnološkem področju in posledično nenehnega srečevanja z drugimi kulturami, je ta generacija tudi bolj prilagodljiva in strpnejša od predhodnih. Milenijci so napram drugim generacijam v splošnem bolj socialno aktivni in pripravljeni na spremembe. So tudi bolj željni razvijati svoje sposobnosti in prevzemati vedno nove izzive na delovnem mestu. Prednosti generacije Y so sposobnost opravljanja več stvari hkrati, samozavest, ustvarjalnost in učinkovitost, njihova slabost pa naj bi bila predvsem njihova neizkušenost. Generacija velja za do sedaj najbolj formalno izobraženo med vsemi generacijami, kar se kaže tudi v Sloveniji, in sicer je število diplomantov po letu 2000 močno naraslo. 

### Priporočila vodjem in delodajalcem, ki se srečujejo s pripadniki generacije Y
Thompson in Gregory (2012) sta na podlagi teoretičnih izhodišč oblikovala nekaj priporočil za vodje, ki se na delovnem mestu srečujejo s pripadniki generacije Y:
- Najboljši stil vodenja za pripadnike generacije Y je transformacijsko vodenje. Zanj je značilna gradnja odnosa in prilagajanje posameznikovim potrebam, pristop pa vključuje coaching, mentorstvo, razvoj in zagotavljanje pogoste povratne informacije zaposlenim. Pri vodenju je pomembna osredotočenost na posameznika in njegov razvoj.
- Vlagajte čas in trud za ohranjanje pristnih in pomembnih odnosov z zaposlenimi.
- Spodbujajte vedenje, ki gradi medsebojno zaupanje z zaposlenimi.
- Pri delu z zaposlenimi uporabljajte coaching pristop, torej osredotočajte se na razvoj, rast in pravico pri odločanju ter osebno odgovornost zaposlenih.
- Poslužujte se individualnega pristopa, odnose in interakcije torej prilagodite posameznikovim potrebam.

## Motiviranje pripadnikov generacije Y
Prva raziskava o generacijskih razlikah v Sloveniji je potekala leta 2005, pokazala pa je, da so dejavniki motivacije in delovne vrednote milenijcev drugačne kot pri starejših generacijah. Najbolj naj bi jih motiviralo samostojno delo in odločanje, možnost izobraževanja in izzivnost vsebine dela, pa tudi fleksibilnost urnika in delovna klima. 
Thompson in Gregory (2012) v svojem delu navajata raziskave, v katerih so ugotovili, da k zvestobi in zadrževanju pripadnikov generacije Y v organizacijah pozitivno vplivajo predvsem ravnotežje med delom in zasebnim življenjem, dojemanje dela, kot smiselnega in visoka pozornost oziroma priznavanje zaposlenega. Menita tudi, da je za zagotavljanje predanosti organizaciji, pomembna kvaliteta odnosa med zaposlenim in vodjo. Potrebno se je namreč zavedati, da so pripadniki generacije Y odraščali v okolju, ki je bilo navadno bogato s povratnimi informacijami, visoko ravnjo pozornosti, pohval, vodenja in usmerjanja, kar pa se kot vse ostale značilnosti, odraža v njihovem delovanju na delovnem mestu. 

### Priporočila za motiviranje pripadnikov generacije Y[14]
- Spodbujajte uporabo tehnologije na delovnem mestu, saj so pripadniki generacije Y odraščali v času rabe interneta in napredkih tehnologije. Zagotavljanje najnovejše tehnologije na delovnem mestu tako spodbuja njihovo kreativnost.
- Posredujte jim pomembne informacije. Sporočite jim najnovejše novice o organizaciji, saj jim s stalnim dotokom informacij omogočite, da se čutijo kot del organizacije in na ta način povečate njihovo pripadnost.
- Zagotavljajte stalno povratno informacijo.
- Bodite fleksibilni. To se nanaša na tehnologijo, urnike in projekte. Pozanimajte se glede njihovih interesov in jim ponudite možnost izbire projektov in mobilnost (delo od doma), kjer je to mogoče.
- Spodbujajte ustvarjanje profesionalnega portfolia, ki je odličen način za predstavitev opravljenih projektov in dosežkov zaposlenega.